# Црква Преноса моштију светог Николе (Дунаујварош)
Црква Преноса моштију светог Николе је један од православних храмова Српске православне цркве у Дунаујварошу (раније Пантелија) (мађ. Dunaújváros). Црква припада Будимској епархији Српске православне цркве.
Црква је посвећена Преносу моштију светог Николе.

## Историјат
Још у  у другој половини 16. века постојала је првобитна црква. Први историјски подаци у којима се помиње стара црква датира из 1667. године када је у њој по наруџбини бачког епископа Георгија насликана икона Васкрсење Христово.
Године 1786. подигнута је садашња црква. Црква има веома високи брод и релативно низак звоник. Грађена је од опеке, малтерисана, са соклом од камених квадера. На западној страни цркве су улазна врта са каменим оквиром, фланкирана са троструким пиластрима. Иконостас је традиционалног типа, а иконе су рад српско–ковинских зографа, сликане око 1770. године. Године 1973. у Галерији Матице Српске у Новом Саду су конзервиране Престоне иконе са овог иконостаса.
Црква Рођења Пресвете Богородице у Дунаујварошу је парохија Архијерејског намесништва будимског чији је Архијерејски намесник Протојереј Зоран Остојић. Парох цркве у Дунаујварошу је протојереј Радован Савић.